# Erzbischof Sibour

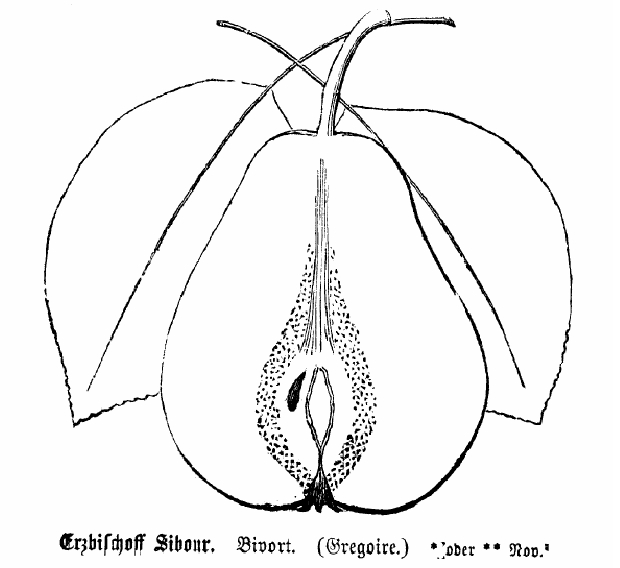
Schnittzeichnung und Blatt der Birnensorte Erzbischof Sibour

Die Birnensorte Erzbischof Sibour wurde von Grégoire Nélis in Jodoigne gezüchtet und trug 1855 das erste Mal Früchte. Der Züchter benannte sie später nach Auguste Sibour, dem 1857 verstorbenen Erzbischof von Paris. Alexandre Bivort beschrieb sie als ziemlich groß mit rauer Schale, hellgrün und später gelblich. Des Weiteren braunrot berostet und bestreift. Das Fruchtfleisch gelblich weiß und saftig. Die Birne ist zuckerreich und würzig. Die Erntezeit ist erst im November.
Franz Jahn ergänzt dazu, dass sie einen gewürzten süßen Geschmack hat und erst Ende November bis in den Dezember erntereif wird. Der Baum ist etwas schwachwüchsig mit feinen Zweigen, die fast horizontal wachsen.